# Зброя російсько-української війни (з 2022)
Попри те, що Росія має кількісну перевагу в озброєнні, Україна змогла протистояти їй завдяки як допомозі дружніх держав, так і використанню власних розробок. У цілому російська стратегія полягає у масованих, але неточних атаках. Натомість озброєння України та НАТО зосереджене на окремих, але точних і потужних ударах у ключові цілі ворога. Значною мірою успіхи ЗСУ зумовлені руйнуванням ворожих ліній постачання боєприпасів.

## Озброєння піхоти
Головною стрілецькою зброєю як України, так і Росії є АК-74. Додатково, кількість різної стрілецької зброї у приватних осіб складає від 2,2 млн до 6,3 млн одиниць.
У березні 2022 Україна отримала значну кількість протитанкових ракетних установок Javelin, NLAW і Stinger від США та Великої Британії, оскільки на Заході вважали, що Україна вестиме партизанську боротьбу. Ця зброя була особливо важливою для зупинки просування російських військ на Київ протягом перших днів після вторгнення.

## Артилерія

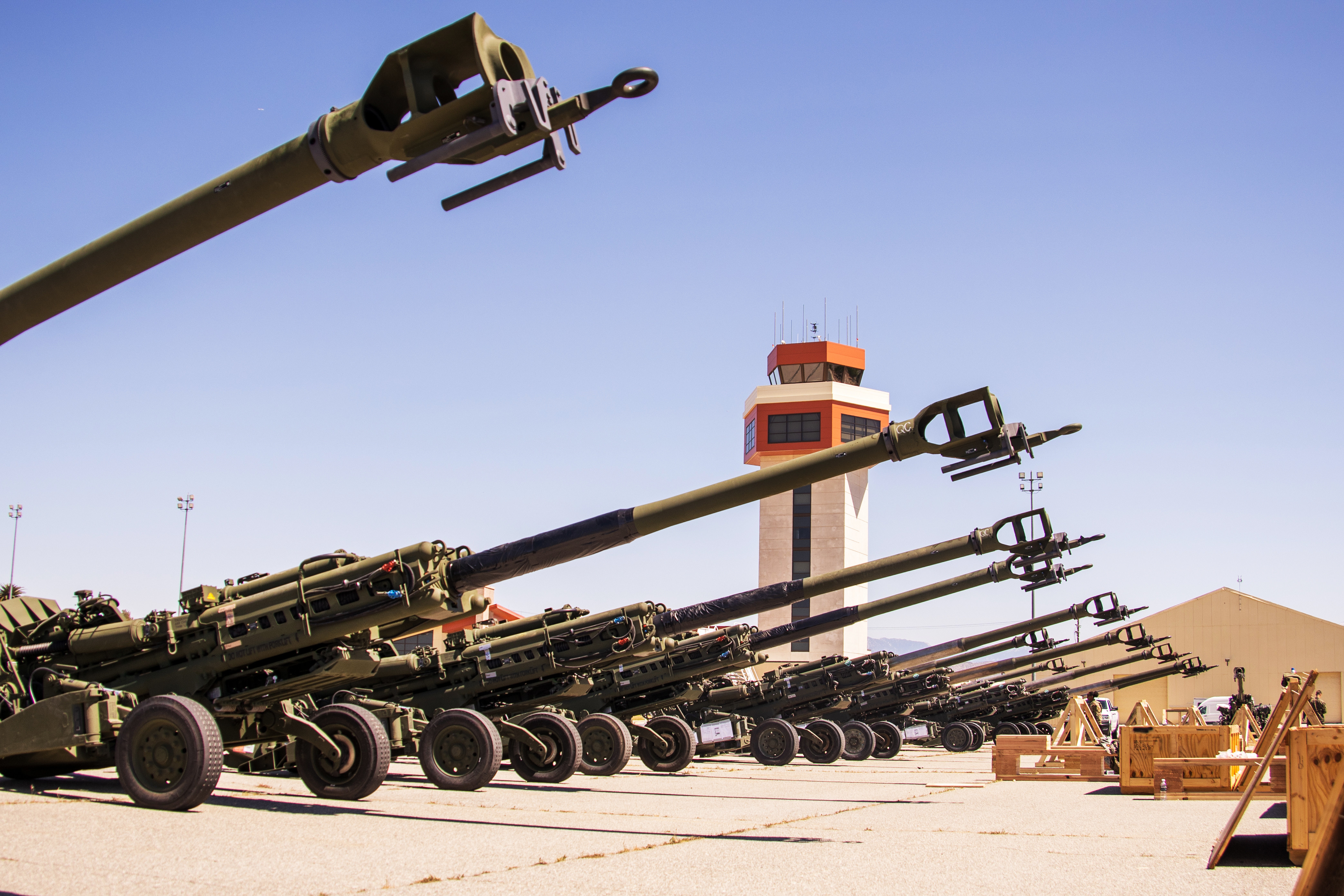
M777 перед відправкою в Україну

Росія використовує для своїх атак, зокрема по цивільних об'єктах, балістичні та крилаті ракети з пускових платформ «Іскандер», «Точка У», а також крилаті ракети «Калібр» з кораблів та підводних човнів, що дислокуються в Чорному морі. Крім цього, Росія випускала по Україні з літаків крилаті ракети Х-101 та Х-555. Інтенсивне використання артилерії розпочалося Росією в кінці квітня 2022.
ЗСУ мали на озброєнні втричі менше гармат. У перші місяці війни Україна втратила близько половини всіх своїх артилерійських систем (включаючи як знищені, так і ті, до яких не лишилося снарядів). Вичерпання запасів зумовило перехід зі 152-мм радянського стандарту на 155-мм боєприпаси НАТО. Попри чисельну перевагу російських артилерійських систем, їм бракує точності, натомість ЗСУ зробили ставку саме на точні удари по критично важливих цілях у ворожому тилу. Вагомими з огляду на це стали поставки високоточної системи залпового вогню HIMARS з липня, хоча Захід не надавав до них боєприпаси з найбільшою дальністю ураження. Ті, що були поставлені в Україну, мають дальність польоту щонайбільше 80 км, що більше, ніж у системи «Смерч» на російському боці. HIMARS також набагато точніша, ніж російські відповідники. Також ЗСУ мають власну систему «Кропива» для розвідки, координації та коригування артилерії.
На початку липня Австралія, Канада та США також відправили в Україну понад 100 гаубиць M777 і 300 тис. снарядів до них калібру 155 мм. Дальність стрільби M777 подібна до російської гаубиці Гіацинт-Б і набагато більша, ніж у російської буксируваної гармати Д-30 і гаубиці «Мста-Б», САУ «Мста-С» чи 2С-3 «Акація». Хоча Росія має на озброєнні далекобійні САУ — 2С7 «Піон» і 2С5 «Гіацинт-С», їх небагато і вони повільні. Значною проблемою для Росії стало вичерпання її запасів снарядів як через бойове використання, так і знищення складів українськими атаками. В середньому Росія втрачає таким чином 1–1,5 млн снарядів на місяць, майже стільки, скільки здатна виробляти за рік. Україна, через вичерпання запасів снарядів радянського виробництва, налагодила на початку листопада 2022 року виробництво снарядів калібрів 152 мм та 122 мм, і мін 120 мм.

## РСЗВ

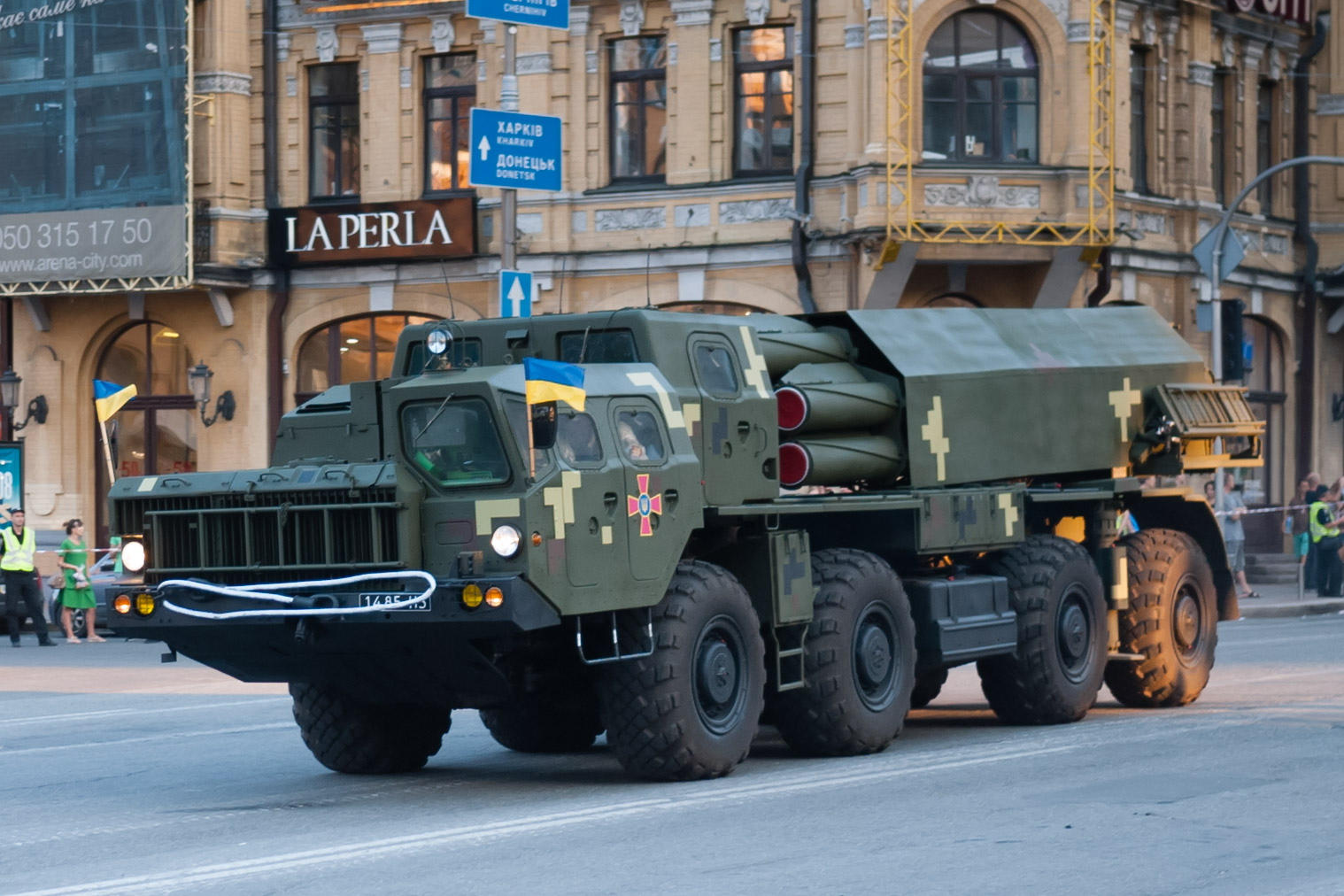
РСЗВ «Вільха»

Велике значення в російсько-українській війні має застосування ракетних систем залпового вогню, здатних вдаряти на відстань від 20 км до 120 км, залежно від типу. У Росії було близько 1 тис. РСЗВ і понад 2 тис. на зберіганні: БМ-21 «Град», БМ-27 «Ураган», БМ-30 «Смерч» радянської розробки. Враховуючи їхню малу точність, у 2016-му в Україні почали розробляти прицільніший комплекс «Вільха» на основі БМ-30 «Смерч». Відомо про знищення 50-и цілей «Вільхою». Оскільки Україна не мала значних запасів ракет до вітчизняних і радянських РСЗВ, виникла потреба переходити на MLRS НАТО. Наприкінці червня 2022 Україна отримала перші такі комплекси. Як і у випадку з артилерією, ставку було зроблено на точні удари по цілях глибоко в тилу ворога, зокрема по складах боєприпасів.

## Бронетехніка
Маючи близько 70 тис. танків Т-72 в запасах, Росія була змушена постачати на фронт застарілі Т-62, які можна швидше привести в готовність. Широко використовуються бронетранспортери МТ-ЛБ, БМП-1, та різні БТР. За перший місяць війни Росія втратила більше танків, ніж мали Британія, Франція і Німеччина разом узяті.
ЗСУ десятиліттями мали на озброєнні танки Т-72, а також потужності для їхнього технічного обслуговування та навчені екіпажі. Додатково Україна отримала понад 230 танків розробки країн Варшавського договору від Польщі та Чехії. В цілому набір бронетехніки України та Росії в цій війні майже однаковий.
У червні Україні від НАТО надійшли бронетранспортери М133 (загалом понад 300 одиниць), і десятки радянських БМП зі східної Європи. Австралія надала броньовики Bushmaster.

## ППО
Основою боротьби ЗСУ проти російських пілотованих і безпілотних повітряних апаратів є зенітно-ракетні комплекси «Оса» радянського виробництва. Також застосовуються «Ігла», «Стріла», «Шилка», «Тунгуска».
Додаткові ППО для протидії ракетним обстрілам стали надходити від НАТО в квітні. На середину літа ЗСУ знищували близько половини випущених по Україні ракет. Росіяни через це почали вдаватися завдання ударів по одній цілі з різних напрямків і різними типами ракет.
ЗСУ значною мірою покладаються на радянську систему протиповітряної оборони С-300, яка має радіус дії близько 90 км. До лютого в Україні було близько 250 С-300, і були спроби поповнити їх подібними системами, які зберігалися в інших країнах колишнього Радянського Союзу, деякі з них надходили зі Словаччини.
США відправили в Україну передову зенітно-ракетну систему NASAMS і планують відправити обмежену кількість передових ракет ППО Patriot. Велика Британія надала кілька систем протиповітряної оборони, включаючи Starstreak, призначену для збивання літаків на малій висоті та короткій відстані. Німеччина також надала системи ППО, включаючи системи IRIS-T.

## Пілотована авіація
Росія широко послуговується літаками Су-25 і вертольотами Ка-52, загалом близько 800 апаратів на 40 аеродромах навколо України. Окрім того, використовує літаки дальнього радіолокаційного виявлення «А-50», а також літаки-ретранслятори Іл-22.
До початку широкого російського вторгнення Україна мала бойовий склад винищувальної та тактичної авіації: 43 МіГ-29, 26 Су-27, 12 Су-24 та 17 Су-25. Хоча склад української авіації після вторгнення невідомий, станом на грудень 2022 року вона завдала 3800 групових авіаційних ударів.

## БПЛА

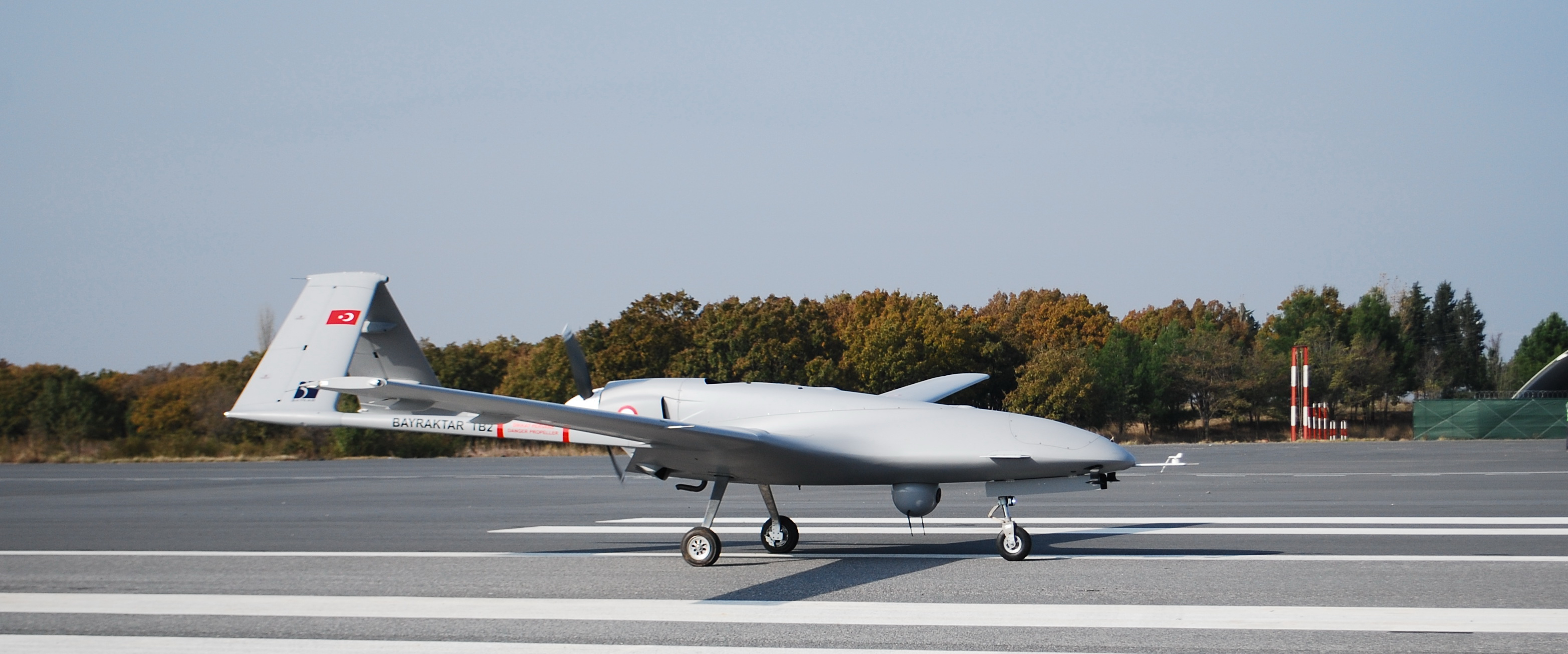
Bayraktar TB2

Безпілотники здобули важливе значення для спостереження, цілевказування та транспортування. Україна ще до широкого вторгнення закупила в Туреччини озброєні дрони Bayraktar TB2, а турецький виробник також пожертвував Україні частину дронів безкоштовно. Bayraktar TB2 виявилися надзвичайно ефективними в бомбардування російських військ за лазерним наведенням. Вважається, що вони знищували як наземні цілі, так і гелікоптери, військово-морські кораблі та ракетні системи. Також використовувалися для визначення точного розташування російських позицій для завдання високоточних артилерійських ударів. США забезпечили ЗСУ безпілотниками-камікадзе Switchblade.
З початку вторгнення Росією використовуються ударні дрони «Оріон» і «Орлан-10». З середини вересня вона стала використовувати дрони «Герань-2», а потім менший варіант «Герань-1» — перейменовані БПЛА іранського виробництва, відповідно, «Шахед-136» та «Шахед-131». Це недорогі та прості апарати, здатні, проте, пролітати на значній відстані та вражати великі незахищені стаціонарні цілі.